# VEVO
A Vevo (stilizálva VEVO) egy zenei videókat tartalmazó weboldal. Többek között a Sony Music Entertainment, Abu Dzabi Media és Universal Music Group közös vállalata.
A cég elsősorban három nagy kiadó videóit foglalja magában (négyből): Universal Music Group, Sony Music Entertainment, és EMI. A Warner Music Group is fontolóra vette a csatlakozást, viszont később az MTV Networks közreműködésével saját szövetséget hozott létre. Több mint 45 000 videó tekinthető meg a weboldalon.

## Fejlődés
2009. december 8-án indult el a weboldal, és már abban a hónapban a legnézettebb zenei oldal lett az Egyesült Államokban, ezzel a MySpace Music-ot is megelőzte. 2010. augusztusában a VEVO bemutatott egy ingyenes Apple iPhone alkalmazást, mellyel a videókat megtekinthetik, és lejátszási listákat hozhatnak létre a felhasználók. 2011 januárjától Android operációs rendszerű készülékekre is elérhetővé vált az alkalmazás.

## Elérhetőség
A vevo.com weboldal az Egyesült Államok, Egyesült Királyság, Kanada és Írország számára elérhető. Kezdetben azt ígérte a cég, hogy 2010-től világszerte megtekinthető lesz az oldal, viszont a mai napig csak az előbb említett négy országban működik a szolgáltatás. A VEVO videók egy része megtekinthető YouTube-on más országokból is, viszont bizonyos videóknál az alábbi üzenet olvasható: "This video contains content from VEVO, who has blocked it in your country on copyright grounds." A szolgáltatás a szigetország, illetve Írország számára 2011. április 26-án vált elérhetővé.
A hivatalos weboldal jelenleg nem elérhető Magyarországon.

## Fordítás
Ez a szócikk részben vagy egészben  a   Vevo című angol Wikipédia-szócikk fordításán alapul.  Az eredeti cikk szerkesztőit annak laptörténete sorolja fel. Ez a jelzés csupán a megfogalmazás eredetét és a szerzői jogokat jelzi, nem szolgál a cikkben szereplő információk forrásmegjelöléseként.